# جوانا نيوسوم
جوانا نيوسوم (بالإنجليزية: Joanna Caroline Newsom) (مواليد 18 يناير 1982) هي مغنية وكاتبة أغاني وممثلة أمريكية.
وقعت نيوسوم عقدًا مع شركة التسجيل المستقلة Drag City بعد تسجيلها وإصدارها المستقل لاثنين من ألبومات الـ EP في عام 2002. صدر ألبومها الأول بعنوان "The Milk-Eyed Mender" في عام 2004، ونال استحسان النقاد، مما أكسبها جمهورًا خاصًا في الأوساط الموسيقية المستقلة. حظيت بشهرة أوسع مع ألبوم "Ys" (2006)، الذي وصل إلى المركز 134 في قائمة بيلبورد 200، ورُشح لجائزة Shortlist Music Prize عام 2007. واصلت إصدار الألبومات بأعمال مثل "Have One on Me" في 2010 و"Divers" في 2015.
لفتت نيوسوم انتباه النقاد بأسلوبها الموسيقي الفريد، الذي يوصف أحيانًا بأنه فلكلور تقدمي، بالإضافة إلى مهارتها في العزف على القيثارة. كما ظهرت كممثلة في مسلسل "بورتلانديا" التلفزيوني، وفي فيلم "رذيلة متأصلة" عام 2014.

## روابط خارجية
- جوانا نيوسوم على موقع IMDb (الإنجليزية)
- جوانا نيوسوم على موقع مونزينجر (الألمانية)
- جوانا نيوسوم على موقع ألو سيني (الفرنسية)
- جوانا نيوسوم على موقع ميوزك برينز (الإنجليزية)
- جوانا نيوسوم على موقع رولينغ ستون (الإنجليزية)
- جوانا نيوسوم على موقع أول موفي (الإنجليزية)
- جوانا نيوسوم على موقع إن إن دي بي (الإنجليزية)
- جوانا نيوسوم على موقع أول ميوزيك (الإنجليزية)
- جوانا نيوسوم على موقع ديسكوغز (الإنجليزية)
- جوانا نيوسوم على موقع قاعدة بيانات الفيلم (الإنجليزية)